# 良岑安世
良岑 安世（よしみね の やすよ）は、平安時代初期の皇族・公卿。桓武天皇の皇子。官位は正三位・大納言、贈従二位。

## 経歴
延暦21年12月（803年1月）になると、良岑朝臣姓を賜与されて臣籍降下する。
平城朝において衛士大尉・右近衛将監を歴任し、大同4年（809年）嵯峨天皇の即位後に、従五位下・右近衛少将に叙任される。武芸に優れたことから武官を歴任する一方で、大同5年（810年）権右少弁次いで左少弁、弘仁2年（811年）蔵人頭と側近として嵯峨天皇に仕えた。その後、弘仁3年（812年）正五位下、弘仁5年（813年）従四位下・左衛門督と急速に昇進し、弘仁7年（816年）には32歳で、安世と同年齢で同じく天皇の側近であった藤原三守と共に参議に任ぜられ公卿に列した。弘仁12年（821年）従三位・中納言。嵯峨朝では『日本後紀』『内裏式』の編纂に参画したほか、『経国集』の編纂を主宰している。また、弘仁13年（822年）には以下を上疏し許されている。
- 河内国では諸家の荘園が方々に点在し、土人（河内国を本貫とする者）は少なく、京戸が多くを占めている。そこで、京戸・土人を問わず、田1町を営む者は正税30束を出挙することとした[1]。

弘仁14年（823年）淳和天皇の即位に伴って正三位・右近衛大将に叙任し、皇太子・正良親王（のち仁明天皇）の春宮大夫も兼ねる。天長元年（824年）守・介の任期を4年から6年に延長したほか、諸公卿の提言を入れて国司に関する新たな制度が定められているが、このうち以下については安世の提言が採用されている。
- 優秀な国守に複数の国を兼任させ、属僚を推挙させること[3]
- 国司が推挙する優秀な郡領に叙位すること[4]

天長5年（828年）大納言に至るが、天長7年（830年）7月6日薨去。享年46。最終官位は大納言正三位右近衛大将。没後、従二位が追贈され、嵯峨上皇はその死を悼んで挽歌2篇を詠んだという。

## 人物
若い頃から狩猟を好んで、騎射を能くした。一方で書物の読解も得意とし、始めて孝経を読んだ際、儒教の教えここに極まると嘆息したという。また、歌舞・音曲など多くの伎芸も身に付けていたとされ、天長2年（825年）の嵯峨上皇の40歳を祝う宴では、中納言という高官ながら冷然院正殿の南階から降りて舞を踊ったという。
漢詩に優れ、作品が『凌雲集』に2首、『文華秀麗集』に4首、『経国集』に9首が入集している。また、空海との親交でも知られ『性霊集』には安世に贈られた詩が多数収められている。

## 官歴
注記のないものは『日本後紀』による。
- 延暦21年（802年） 12月27日：臣籍降下（良岑朝臣）、右京に貫付[6]
- 大同2年（807年） 11月：右衛士大尉[6]
- 大同3年（808年） 正月：左衛士大尉[6]
- 時期不詳：正六位上
- 大同4年（809年） 4月：右近衛将監[6]。6月8日：従五位下。6月12日：右近衛権少将[6]。6月30日：右近衛少将[6]。12月4日：兼雅楽頭[6]
- 大同5年（810年） 正月11日：兼丹波介[7]。7月30日：権右少弁兼丹後守[6]。9月10日：兼左少弁、丹波介如故。9月16日：兼但馬介
- 弘仁2年（811年） 正月11日：止雅楽頭[7]。2月27日：蔵人頭[6]。6月1日：従五位上
- 弘仁3年（812年） 12月5日：正五位下、兼左衛門権佐、但馬介如故
- 弘仁4年（813年） 正月10日：兼但馬守
- 弘仁5年（814年） 正月7日：従四位下。正月13日：右馬頭、止左少弁[6]。2月：左馬頭[6]。5月23日：左兵衛督、但馬守如元[6]。8月28日：兼左衛門督、但馬守如元
- 弘仁6年（815年） 6月19日：左京に貫付。7月13日：兼左京大夫、但馬守如元
- 弘仁7年（816年） 正月10日：右大弁兼美作守、左衛門督如元[6]。10月27日：参議、右大弁・左衛門督如元[6]。11月1日：兼近江守[6]
- 弘仁8年（817年）：右大弁 右衛門督 近江督
- 弘仁11年（820年） 正月7日：従四位上。正月24日：正四位下。正月27日：兼左大弁、左衛門督如元[6]
- 弘仁12年（821年） 正月7日：従三位[6]。正月9日：中納言[6]。2月5日：兼陸奥出羽按察使[6]
- 弘仁13年（822年） 日付不詳：兼左兵衛督、去左大弁・左衛門督。3月20日：兼春宮大夫（皇太子・大伴親王）[6]
- 弘仁14年（823年） 4月27日：正三位。5月1日：兼右近衛大将[6]。8月：兼春宮大夫（皇太子・正良親王）
- 天長2年（825年） 日付不詳：去陸奥出羽按察使[6]
- 天長5年（828年） 2月20日：大納言[6]
- 天長7年（830年） 7月6日：薨去（大納言正三位）、贈従二位

## 系譜
- 父：桓武天皇[6]
- 母：百済永継（飛鳥部奈止麻呂の娘）[6]
- 妻：丹治氏
  - 四男：良岑清風（820-863）[8]
- 生母不明の子女
  - 長男：良岑木蓮（806-849）[9]
  - 次男：良岑良松（長松）（814-879）[10]
  - 三男：良岑宗貞（816-890） - 法名遍昭
  - 男子：良岑高行
  - 男子：良岑遠視（「亭子院酒合戦」参加者。）
  - 男子：良岑晨直[6]（農直）
  - 男子：良岑晨省（農省）
  - 男子：良岑晨茂（農茂）‐蔵人
  - 男子：良岑行振‐蔵人左衛門尉
  - 女子：宮目姫